# (42776) Casablanca
(42776) Casablanca ist ein Asteroid des Hauptgürtels, der am 18. Oktober 1998 vom belgischen Astronomen Eric Walter Elst am La-Silla-Observatorium (IAU-Code 809) der Europäischen Südsternwarte in Chile entdeckt wurde.
Der Asteroid gehört zur Veritas-Familie, einer Gruppe von Asteroiden, die nach (490) Veritas benannt ist und vermutlich vor 8,3 (± 0,5) Millionen Jahren durch das Auseinanderbrechen eines 150 km durchmessenden Asteroiden entstanden ist.
Der Himmelskörper wurde am 21. März 2008 nach Casablanca benannt, der größten Stadt Marokkos, die südlich der Hauptstadt Rabat direkt an der Atlantikküste liegt und gleichzeitig der bedeutendste Hafen des Landes ist.